# Sahidisch
Sahidisch (auch Oberägyptisch oder Thebanisch) ist ein ausgestorbener Dialekt der koptischen Sprache, der jüngsten Form der ägyptischen Sprache.
Die ältere koptische Literatur wurde fast ausnahmslos in Sahidisch abgefasst, sie besteht zum weit überwiegenden Teil aus Übersetzungen biblischer Bücher, apokryphen Evangelien, Heiligenleben, Homilien, gnostischen Schriften usw.
Im Kloster Dscheme bei Theben wurde eine beträchtliche Anzahl Urkunden in sahidischem Dialekt gefunden.

## Alphabet

Das Koptische Alphabet

Das sahidische Alphabet umfasst 30 Buchstaben. Es ist – wie das Alphabet aller koptischen Dialekte – zusammengesetzt aus (alt-)griechischen Buchstaben und einigen Zeichen für Laute, die im Griechischen fehlen. Diese koptischen Sonderzeichen sind angelehnt an die demotischen Zeichen jener ägyptischen Laute, für die es im (alt-)griechischen Alphabet keine Äquivalente gab, so zum Beispiel /sch/, /f/ (Anmerkung: /ph/ war auch im Altgriechischen aspiriertes p und wurde nicht /f/ bzw. /v/ gesprochen) oder auch /h/ (im Altgriechischen, wenn überhaupt, so durch spiritus asper gekennzeichnet). Insgesamt kommen zu den griechischen Buchstaben sechs Sonderzeichen hinzu.
Zur Transkription:
a, b, g, d, e, z, h, T, i, k, l, m, n, Z, o, p, r, s, t, u, v, K, P, w, s, f, x, j, q, +
siehe nebenstehende Tabelle. Dem entspricht
a, b, g, d, e, z, ē, tʰ, i, k, l, m, n, kˢ, o, p, r, s, t, u, pʰ, kʰ, pˢ, ō, š, f, ḫ, č, kʲ, ti
im Artikel Koptische Schrift.
- Anmerkung: Die Sonderzeichen aller koptischen Dialekte zusammengenommen ergeben acht (siehe die letzten acht Zeichen auf der rechten Abbildung). Die hier erwähnte Zahl von sechs Sonderzeichen gilt nur für den sahidischen Dialekt und steht daher nicht mit den im Artikel Koptische Sprache gemachten Angaben im Widerspruch.

## Grammatik

### Abkürzungen
| Abkürzung | Erklärung                        |
| --------- | -------------------------------- |
| Ø         | leer, nichts, keine Endung u. Ä. |
| c.        | communis                         |
| f.        | feminin (siehe Genus)            |
| m.        | maskulin (siehe Genus)           |
| P.        | Person                           |
| Pl.       | Plural (siehe Numerus)           |
| Sg.       | Singular (siehe Numerus)         |
| St.       | Status                           |
| St. abs.  | Status absolutus                 |
| St. nom.  | Status nominalis                 |
| St. pron. | Status pronominalis              |

### Der Artikel
Der Artikel des Koptischen ist proklitisch, d. h. geht dem Substantiv direkt voraus und kann nicht von diesem getrennt werden. Artikel und Substantiv bilden eine (lautliche) Einheit.

#### Der bestimmte Artikel
|        | Form  | Beispiele                                                                |
| ------ | ----- | ------------------------------------------------------------------------ |
| m. Sg. | p, pe | zum Beispiel: prwme „der Mann“; peklom „die Krone (eigentl.: der Krone)“ |
| f. Sg. | t, te | zum Beispiel: tqij „die Hand“; tecxime „die Frau“                        |
| c. Pl. | n, ne | zum Beispiel: nrwme „die Männer“; nexiome „die Frauen“                   |

Die volleren Formen pe-, te-, ne- werden benutzt, wenn das nachfolgende Substantiv mit zwei Konsonanten beginnt. Die Ausnahmen zu dieser Regel sind Ausdrücke die Zeitperioden bezeichnen (zum Beispiel pexoou „der Tag“).
Zu beachten ist noch, dass der Pluralartikel n, ne- vor p und m selbst zu m assimiliert; zum Beispiel maein „Zeichen, Wunder“, pmaein „das Zeichen/Wunder“, aber mmaein „die Zeichen/Wunder“ (statt: nmaein).

#### Der unbestimmte Artikel
|        | Form | Beispiele                                                       |
| ------ | ---- | --------------------------------------------------------------- |
| c. Sg. | ou   | zum Beispiel: ourwme „ein Mann“; oucxime „eine Frau“            |
| c. Pl. | xen  | zum Beispiel: xenrwme „einige Männer“; xencxime „einige Frauen“ |

Bei der Bezeichnung unspezifischer Quantitäten verwendet das Koptische den unbestimmten Artikel, wo man ihn im Deutschen nicht erwarten würde; zum Beispiel „Wasser“ = oumoou wörtl.: „ein Wasser“. Auch Abstrakta, wie „Wahrheit (allgemein, d. h. keine spezifische Wahrheit)“ kann durch oume wiedergegeben werden.

### Das Pronomen

#### Die Possessivpronomina
Die pronominalen Possessivkonstruktionen des Koptischen teilen sich grob in zwei Klassen, einmal in diejenigen mit Possessivpräfixen und das andere Mal mit Possessivsuffixen. Im Großteil der Fälle bedient sich das Koptische der Possessivpräfixe, jedoch verlangen einige wenige Nomina aus sprachhistorischen Gründen nach den älteren Possessivsuffixen.

##### Possessivpräfixe
Die Possessivpräfixe des Koptischen haben folgende Formen:
|              |          | m. Sg. Nomen    |  |          | f. Sg. Nomen      |  |          | pl. Nomen         |
| 1. P. Sg. c. | paeiwt   | mein Vater      |  | tamaau   | meine Mutter      |  | nacnhu   | meine Brüder      |
| 2. P. Sg. m. | pekeiwt  | dein (m.) Vater |  | tekmaau  | deine (m.) Mutter |  | nekcnhu  | deine (m.) Brüder |
| 2. P. Sg. f. | poueiwt  | dein (f.) Vater |  | toumaaun | deine (f.) Mutter |  | noucnhu  | deine (f.) Brüder |
| 3. P. Sg. m. | pefeiwt  | sein Vater      |  | tefmaau  | seine Mutter      |  | nefcnhu  | seine Brüder      |
| 3. P. Sg. f. | peceiwt  | ihr Vater       |  | tecmaau  | ihre Mutter       |  | neccnhu  | ihre Brüder       |
| 1. P. Pl. c. | peneiwt  | unser Vater     |  | tenmaau  | unsere Mutter     |  | nencnhu  | unsere Brüder     |
| 2. P. Pl. c. | petneiwt | euer Vater      |  | tetnmaau | eure Mutter       |  | netncnhu | eure Brüder       |
| 3. P. Pl. c. | peueiwt  | ihr Vater       |  | teumaau  | ihre Mutter       |  | neucnhu  | ihre Brüder       |

##### Possessivsuffixe
Die Possessivsuffixe werden vor allem bei Nomina, die Unveräußerliches bezeichnen benutzt, so. zum Beispiel bei Nomina, die Körperteile bezeichnen. Die Suffixe werden darüber hinaus aus wissenschaftsgeschichtlichen Gründen in der Transkription durch ein vorangehendes „=“ vom Nomen abgetrennt. Sie haben die gleiche Form wie die Pronominalsuffixe.
| 1. P. Sg. c. | jw=i  | mein Kopf      |  | rat=i        | mein Fuß      |  | rw=i  | mein Mund      |
| 2. P. Sg. m. | jw=k  | dein (m.) Kopf |  | rat=k        | dein (m.) Fuß |  | rw=k  | dein (m.) Mund |
| 2. P. Sg. f. | jw=Ø  | dein (f.) Kopf |  | rat=Ø        | dein (f.) Fuß |  | rw=Ø  | dein (f.) Mund |
| 3. P. Sg. m. | jw=f  | sein Kopf      |  | rat=f        | sein Fuß      |  | rw=f  | sein Mund      |
| 3. P. Sg. f. | jw=c  | ihr Kopf       |  | rat=c        | ihr Fuß       |  | rw=c  | ihr Mund       |
| 1. P. Pl. c. | jw=n  | unser Kopf     |  | rat=n        | unser Fuß     |  | rw=n  | unser Mund     |
| 2. P. Pl. c. | jw=tn | euer Kopf      |  | rat=thutn(1) | euer Fuß      |  | rw=tn | euer Mund      |
| 3. P. Pl. c. | jw=u  | ihr Kopf       |  | rat=u        | ihr Fuß       |  | rw=u  | ihr Mund       |

(1) endet der Status pronominalis (s. Nomen: Status) des Nomens auf „t“ wird die Form „-thutn“ benutzt.

### Das Nomen

#### Genus
Es gibt im Sahidischen/Koptischen zwei Genera, Maskulinum (m.) und Femininum (f.).
| Maskulinum | Übersetzung   |  | Femininum | Übersetzung |
| eiwt       | „Vater“       |  | maau      | „Mutter“    |
| kax        | „Erde, Boden“ |  | pe        | „Himmel“    |

Das Genus eines Nomen kann in der Regel nur durch den bestimmten Artikel kenntlich gemacht werden. Einige Maskulina besitzen jedoch eine von ihnen abgeleitete Femininform.
| Maskulinum | Übersetzung         |  | Femininum | Übersetzung        |
| con        | „Bruder“            |  | cwne      | „Schwester“        |
| xllo       | „alter Mann, Mönch“ |  | xllw      | „alte Frau, Nonne“ |

#### Numerus
Es gibt zwei Numeri, Singular und Plural. Der Numerus kann nicht aus der Form des Substantivs erschlossen werden, da dieses unverändert bleibt. Allein der Artikel, so er denn steht, kann Auskunft über den Numerus geben.
| Grundform               | Singular                     | Plural                           |
| ----------------------- | ---------------------------- | -------------------------------- |
| rwme „Mann/Mensch“      | p-rwme „der-Mann/Mensch“     | n-rwme „die-Männer/Menschen“     |
| xllo „alter Mann/Mönch“ | p-xllo „der-alte Mann/Mönch“ | n-xllo „die-alten Männer/Mönche“ |

Einige wenige Substantive haben jedoch eine eigene Pluralform bewahrt, vergleichbar dem gebrochenen Plural des Arabischen. Diese Pluralform muss mit den Vokabeln gelernt werden. Doch können diese in Vokalisationsmuster unterteilt werden:
| a) Pluralbildung durch Dehnung des Tonvokals    | a) Pluralbildung durch Dehnung des Tonvokals | a) Pluralbildung durch Dehnung des Tonvokals | a) Pluralbildung durch Dehnung des Tonvokals | a) Pluralbildung durch Dehnung des Tonvokals |
| ----------------------------------------------- | -------------------------------------------- | -------------------------------------------- | -------------------------------------------- | -------------------------------------------- |
| Singular                                        | Singular                                     |                                              | Plural                                       | Plural                                       |
| rro                                             | König                                        |                                              | rrwou                                        | Könige                                       |
| ro                                              | Mund                                         |                                              | rwou                                         | Münder                                       |
| pe                                              | Himmel                                       |                                              | phue                                         | Himmel                                       |
| b) Pluralbildung durch Brechung des Tonvokals   |                                              |                                              |                                              |                                              |
| xbcw                                            | Kleid                                        |                                              | xbcooue                                      | Kleider                                      |
| cbw                                             | Lehre                                        |                                              | cbooue                                       | Lehre                                        |
| rmeih                                           | Träne                                        |                                              | rmeiooue                                     | Tränen                                       |
| c) Pluralbildung durch Verkürzung des Tonvokals |                                              |                                              |                                              |                                              |
| eiwt                                            | Vater                                        |                                              | eiote                                        | Väter                                        |
| xalht                                           | Vogel                                        |                                              | xalate                                       | Vögel                                        |
| merit                                           | Geliebter                                    |                                              | merate                                       | Geliebte                                     |

### Das Verbum

#### Die Formen

##### Der Infinitiv
Auf einige Verben des Koptischen kann unmittelbar das direkte Objekt folgen, ohne dass diesem ein Objektmarker n voraus geht. Der Infinitiv dieser transitiven Verben zeigt drei verschiedene Formen:
- Status absolutus, wenn das direkte Objekt mit dem Objektmarker n angefügt wird (Abkürzung: St. abs.)
- Status nominalis, wenn das direkte Objekt ein Substantiv ist und ohne Objektmarker angefügt wird (Abkürzung: St. nom.)
- Status pronominalis, wenn das direkte Objekt ein Pronomen ist und ohne Objektmarker angefügt wird (St. pron.)

| Status   | Beispiel       | Übersetzung           | Erklärung                                                                                               |
| -------- | -------------- | --------------------- | --- |
| St.abs.  | aiqine mpaeiwt | ich fand meinen Vater | Perfekt I a=i-qine „ich fand“ + direkter Objektmarker n (Beachte: n > m vor p/m) + pa-eiwt „mein-Vater“ |
| St.nom.  | aiqnpaeiwt     | ich fand meinen Vater | Perfekt I a=i-qn „ich fand“ + pa-eiwt „mein-Vater“                                                      |
| St.pron. | aiqntf         | ich fand ihn          | Perfekt I a=i-qnt „ich fand“ + Pronominalsuffix 3. P. Sg. m. f „er/ihn“                                 |

Die beiden ersten Formulierungen sind einander äquivalent und es ist mehr eine Frage des Stils, denn der Grammatik, welche Art der Objektanbindung man bevorzugt. Intransitive Verben kennen, da sie keine Objekte nehmen, nur den Status absolutus. Die Statusformen der transitiven Verben müssen prinzipiell mit dem Verb mitgelernt werden, doch gibt es einige wiederkehrende Muster, die man als Richtschnur benutzen kann.

###### Infinitive nach dem Musterji
| Status absolutus | Status nominalis | Status pronominalis | Bedeutung     |
| ---------------- | ---------------- | ------------------- | ------------- |
| +                | +-               | taa=                | geben         |
| ji               | ji-              | jit=                | nehmen        |
| fi               | fi-              | fit=                | tragen, heben |
| si               | si-              | sit=                | (ab-)messen   |

##### Der Qualitativ
Während das ältere Ägyptisch eine komplexe synthetische Verbalmorphologie besaß, benötigt die Konjugation der meisten koptischen Verben nur noch zwei Formen: den Infinitiv und den Qualitativ. Der Infinitiv drückt vorwiegend einen Vorgang aus und kann sowohl als Prädikat als auch als Kopf einer Nominalphrase auftreten. Im Gegensatz dazu drückt der Qualitativ einen Zustand aus und ist auf die Funktion eines Prädikates beschränkt. Infinitiv und Qualitativ eines Verbs haben im Wesentlichen den gleichen Konsonantenbestand, aber unterschiedliche Vokale: kōt „bauen“ (Infinitiv), kēt „gebaut sein“ (Qualitativ).

##### Der Imperativ
Der Imperativ der meisten Verben ist die Form des Infinitivs. Es gibt also keinen morphologischen Unterschied zwischen den beiden.
| Infinitiv        | Beispiel für Imperativ | Übersetzung                       | Erklärung                                              |
| ---------------- | ---------------------- | --------------------------------- | ------------------------------------------------------ |
| moose            | moose ncw=i            | Lauf hinter mir!                  | moose „laufen (Inf.)“ + ncw=i „hinter=mir“             |
| mour, mer-, mor= | mer-pjoi epwne         | Binde das Boot an den Stein/Fels! | mer- „binden (Inf.St.nom.)“ + e-p-wne „zu/an-den-Fels“ |

Einige wenige Verben haben jedoch noch eine spezielle Imperativform bewahrt. Diese zeichnet sich durch ein präfigiertes a- aus (Dieses entspricht etymologisch dem j-Präfix der neuägyptischen Imperativformen).
| Infinitiv              | Imperativ                        |  | Infinitiv               | Imperativ            |
| nau „sehen“            | anau „sieh!“                     |  | jw, je-, joo= „sagen“   | aji-, aji= „sprich!“ |
| ouwn „öffnen“          | auwn „öffne!“                    |  | eine, n-, nt= „bringen“ | ani-, ani= „bring“   |
| eire, r-, aa= „machen“ | arire, ari-, ari= „mache!, tue!“ |  |                         |                      |

#### Bipartite Conjugation Pattern
Das Präsens I, Präsens II, die Relativform des Präsens I, sowie die Umstandsform und das Imperfekt bilden ein einheitliches System. Der Name Bipartite Conjugation Pattern hängt damit zusammen, dass die zugehörigen Tempora keine Konjugationsbasis besitzen. Abgesehen vom Präsens I ergeben sich alle weiteren Tempora dieser Klasse durch Modifikation der Grundform mit Hilfe voranstehender Konverter. Die Form des Verbums kann der Infinitiv oder der Qualitativ sein.

##### Präsens I

###### Mit pronominalem Agens
| 1. P. Sg. c. | +-rime     | ich weine; ich bin am weinen           |  | 1. P. Pl. c. | tn-rime   | wir weinen; wir sind am weinen |
| 2. P. Sg. m. | k-rime     | du (m.) weinst; du (m.) bist am weinen |  | 2. P. Pl. c. | tetn-rime | ihr weint; ihr seid am weinen  |
| 2.P.Sg.f.    | te-rime    | du (f.) weinst; du (f.) bist am weinen |  | 3. P. Pl. c. | ce-rime   | sie weinen; sie sind am weinen |
|              | t(e)r-rime | du (f.) weinst; du (f.) bist am weinen |  |              |           |                                |
| 3. P. Sg. m. | f-rime     | er weint; er ist am weinen             |  |              |           |                                |
| 3. P. Sg. f. | c-rime     | sie weint; sie ist am weinen           |  |              |           |                                |

###### Mit nominalem Agens
| prwme rime | Der Mann weint. |

Beachte: Ist das Agens unbestimmt (zum Beispiel „ein Mann“, statt „der Mann“) muss die oun-Konstruktion (einfacher Existenzsatz) benutzt werden (oun-ou-rwme rime „Es gibt:-ein-Mann weint.“ ~ „Es gibt einen weinenden Mann.“ oder einfach: „Ein Mann weint.“ (wie im Englischen: There’s a weeping man)).

##### Relativform des Präsens I
Die Relativform des Präsens I wird benutzt, wenn das Subjekt des Relativsatzes nicht mit dem Bezugswort übereinstimmt; zum Beispiel in einem Ausdruck wie „die Frau, die er sah“. Hier ist „er“ das Subjekt des Relativsatzes und „Frau“ das Bezugswort. Das Subjekt des Relativsatzes kann auch mit dem Bezugswort korrelieren, dann wird das Relativpronomen et/ete benutzt.
a) Subjekt des Relativsatzes stimmt mit dem Bezugswort überein
| prwme et rime | Der Mann, der weint. |

b) Subjekt des Relativsatzes stimmt nicht mit dem Bezugswort überein

###### Mit pronominalem Agens
| 1. P. Sg. c. | e=+-cwtm      | …, das/den ich höre     |  | 1. P. Pl. c. | e=tn-cwtm   | …, das/den wir hören |
| 2. P. Sg. m. | et=k-cwtm     | …, das/den du(m.) hörst |  | 2. P. Pl. c. | e=tetn-cwtm | …, das/den ihr hört  |
| 2. P. Sg. f. | ete(r)=Ø-cwtm | …, das/den du(f.) hörst |  | 3. P. Pl. c. | et=ou-cwtm  | …, das/den sie hören |
| 3. P. Sg. m. | et=f-cwtm     | …, das/den er hört      |  |              |             |                      |
| 3. P. Sg. f. | et=c-cwtm     | …, das/den sie hört     |  |              |             |                      |

###### Mit nominalem Agens
| etere-prwme cwtm | …, das/den der Mann hört |

#### Tripartite Conjugation Patter
- Muster mit pronominalen Subjekt/Agens: [Konjugationsbasis]=[Pronominalsuffix]-[Verb(immer(!) Infinitiv)].
- Muster mit nominalen Subjekt/Agens: [Konjugationsbasis]-[Subjekt/Agens]-[Verb(immer(!) Infinitiv)].
- Beachte: der Qualitativ kann nur im Präsensesystem verwendet werden.

##### Perfekt I
- Die Konjugationsbasis des Perfekt I ist a. Diese kodiert die Vergangenheit, da das eigentliche Verb immer im Infinitiv steht.

###### Mit pronominalem Agens
| 1. P. Sg. c. | a=i-bwk | ich war gehen (ich ging)        |  | 1. P. Pl. c. | a=n-bwk    | wir waren gehen (wir gingen) |
| 2. P. Sg. m. | a=k-bwk | du (m.) warst gehen (du gingst) |  | 2. P. Pl. c. | a=tetn-bwk | ihr wart gehen (ihr gingt)   |
| 2. P. Sg. f. | a=r-bwk | du (f.) warst gehen (du gingst) |  | 3. P. Pl. c. | a=u-bwk    | sie waren gehen (sie gingen) |
| 3. P. Sg. m. | a=f-bwk | er war gehen (er ging)          |  |              |            |                              |
| 3. P. Sg. f. | a=c-bwk | sie war gehen (sie ging)        |  |              |            |                              |

###### Mit nominalem Agens
| a-prwme-bwk | der Mann war gehen (der Mann ging) |

##### Negativform des Perfekt I
Die Negation des Perfekt I.

###### Mit pronominalem Agens
| 1. P. Sg. c. | mp=i-bwk  | ich ging nicht       |  | 1. P. Pl. c. | mpe=n-bwk  | wir gingen nicht |
| 2. P. Sg. m. | mpe=k-bwk | du (m.) gingst nicht |  | 2. P. Pl. c. | mpe=tn-bwk | ihr gingt nicht  |
| 2. P. Sg. f. | mpe=Ø-bwk | du (f.) gingst nicht |  | 3. P. Pl. c. | mp=ou-bwk  | sie gingen nicht |
| 3. P. Sg. m. | mpe=f-bwk | er ging nicht        |  |              |            |                  |
| 3. P. Sg. f. | mpe=c-bwk | sie ging nicht       |  |              |            |                  |

###### Mit nominalem Agens
| mpe-rwme-bwk | der Mann ging nicht |

##### Relativform des Perfekt I
Soll das Perfekt I in einem Relativsatz benutzt werden, nimmt man die Relativform des Perfekt I. Die Konjugationsbasis kodiert die Subjunktion und die Vergangenheit. Das Verbum steht wieder im Infinitiv.

###### Mit pronominalem Agens
| 1. P. Sg. c. | enta=i-cwtm | …, den ich hörte       |  | 1. P. Pl. c. | enta=n-cwtm    | …, den wir hörten |
| 2. P. Sg. m. | enta=k-cwtm | …, den du (m.) hörtest |  | 2. P. Pl. c. | enta=tetn-cwtm | …, den ihr hörtet |
| 2. P. Sg. f. | enta=r-cwtm | …, den du (f.) hörtest |  | 3. P. Pl. c. | enta=u-cwtm    | …, den sie hörten |
| 3. P. Sg. m. | enta=f-cwtm | …, den er hörte        |  |              |                |                   |
| 3. P. Sg. f. | enta=c-cwtm | …, den sie hörte       |  |              |                |                   |

###### Mit nominalem Agens
| enta-prwme-cwtm | …, den der Mann hörte |

##### Der Optativ
Der Optativ wird, vor allem in der angelsächsischen Literatur, auch Injunktiv genannt. Die Konjugationsbasis ist mar(e)-, gefolgt vom Pronominalsuffix und dem Verb. Das Verb steht immer im Infinitiv (kein Qualitativ!). Es gibt keine 2. P. weder im Singular noch im Plural. Diese Funktion übernimmt im Koptischen der Imperativ. Die 1. P. des Optativs korreliert mit dem Cohortativ (lass mich/uns …) anderer Sprachen, zum Beispiel akkadisch i nimgur „lass uns gehen“; die 3. P. mit dem Jussiv (er/sie soll/sollen …). Es sind dies die Formen des Optativs:

###### Mit pronominalem Agens
| 1. P. Sg. c. | mar=i-cwtm  | lass mich hören               |  | 1. P. Pl. c. | mar=n-cwtm  | lass uns hören                  |
| 2. P. Sg. m. |             | s. Imperativ                  |  | 2. P. Pl. c. |             | s. Imperativ                    |
| 2. P. Sg. f. |             | s. Imperativ                  |  | 3. P. Pl. c. | mar=ou-cwtm | lass sie hören/sie sollen hören |
| 3. P. Sg. m. | mare=f-cwtm | lass ihn hören/er soll hören  |  |              |             |                                 |
| 3. P. Sg. f. | mare=c-cwtm | lass sie hören/sie soll hören |  |              |             |                                 |

###### Mit nominalem Agens
| mare-pekran-ouop | Dein Name soll heilig sein |

### Satzmuster

#### Der einfache Adverbialsatz mit nominalem Subjekt
Der einfache Adverbialsatz besteht aus einem bestimmten Substantiv gefolgt von einer Adverbiale („hier“, „dort“ usw.) oder Präpositionalphrase („im Haus“ usw.). Dieses Satzmuster konstituiert einen einfachen Aussagesatz der Form A ist B, wobei A ein nominales Subjekt/Agens ist und B, wie erwähnt, Adverbiale oder Präpositionalphrase sein muss. Das deutsche Verb „ist/sein“ hat hier im Koptischen keine Entsprechung. Das Prädikat des einfachen Adverbialsatzes ist die Adverbiale bzw. Präpositionalphrase. Beispiele:
| Koptisch         | Übersetzung                       | Erklärung                                           |
| ---------------- | --------------------------------- | --------------------------------------------------- |
| prwme xipjoi.    | Der Mann (ist) auf dem Boot.      | p-rwme „der-Mann“ + xi-p-joi „auf-dem-Boot“         |
| tecxime xmphi.   | Die Frau (ist) im Haus.           | te-cxime „die-Frau“ + xm-p-hi „in-dem-Haus“         |
| nrwme mmau.      | Die Männer (sind) dort.           | n-rwme „die-Männer“ + mmau „dort“                   |
| peneiwt xnmphue. | Unser Vater (ist) in den Himmeln. | pen-eiwt „unser-Vater“ + xn-m-phue „in-den-Himmeln“ |

#### Der einfache Relativsatz mit adverbialem Prädikat
Soll ein einfacher Adverbialsatz mit nominalem Subjekt in einen Relativsatz umgeformt werden, dann wird in das Satzmuster des einfachen Adverbialsatzes zwischen bestimmtem Subjekt und adverbialem Prädikat das Relativpronomen et eingefügt.
| Koptisch           | Übersetzung                             | Erklärung                                                       |
| ------------------ | --------------------------------------- | --------------------------------------------------------------- |
| prwme et xipjoi    | der Mann, der auf dem Boot (ist) …      | p-rwme „der-Mann“ + et „, der“ xi-p-joi „auf-dem-Boot“          |
| tecxime et xmphi   | die Frau, die im Haus (ist) …           | te-cxime „die-Frau“ + et „, die“ xm-p-hi „in-dem-Haus“          |
| nrwme et mmau.     | die Männer, die dort (sind) …           | n-rwme „die-Männer“ + et „, die“ mmau „dort“                    |
| peneiwt et xnmphue | unser Vater, der in den Himmeln (ist) … | pen-eiwt „unser-Vater“ + et „, der “ xn-m-phue „in-den-Himmeln“ |

#### Der einfache Existenzsatz mit unbestimmtem Subjekt
Bei bestimmtem Subjekt verwendet man das Satzmuster des einfachen Adverbialsatzes. Ist das Subjekt unbestimmt, muss die oun-Konstruktion verwendet werden.

#### Der negative Existenzsatz
Die Negation des einfachen Existenzsatzes erfolgt durch die mn-Konstruktion.

## Sahidische Textprobe

### ASCII-Umschrift
Zur nachfolgenden Transkription siehe obige Tabelle.
peneiwt et xn mphue marepekran ouop tekmnttrro marecei pekouws marefswpe n Te etfxn tpe nfswpe on xijm pkax. penoeik et nhu ng+ mmof nan mpoou ngkw nan ebol nnet eron nTe xwwn on etnkw ebol nnete ountan eroou ngtmjitn exoun e peiracmoc alla ngnaxmn ebol xitootf m pponhroc je twk te tqom mn peoou sa nienex xamen

### Grammatikalischer Kommentar
- peneiwt: Possessivpräfix 1. P. Pl. c. pen + eiwt („Vater“) = unser Vater
- et: Relativkonverter „welche/r/s“
- xn mphue: xn („in“) + Pluralartikel n + phue („Himmel“; Sg. ist pe „Himmel“). Pluralartikel n wird vor p zu m > mphue „die Himmel“
- peneiwt et xn mphue: Unser Vater, (du) der in den Himmeln ist …
- marepekran ouop: Optativbasis mare „möge …“ + pekran „dein Name“ (= Possessivpräfix pek „dein“ + ran „Name“) + Verb ouop „heilig sein“. Also: dein Name möge (ge-)heilig(t) sein.
- tekmntrro: Possessivpräfix 2. P. Sg. m. tek „dein“ + Abstraktum mntrro „Königtum“ (= Abstraktpräfix mnt „-tum“ + Nomen rro „König“ > „Königtum“)
- marecei: Optativbasis mare „möge …“ + Pronominalsuffix c „sie“ (d. i. das Königtum; im S. fem.) + Infinitiv ei „kommen“
- tekmntrro marecei: dein Königtum (es) möge kommen …
- pekouws: Possessivpräfix 2. P. Sg. m. pek „dein“ + Substantiv ouws „Wunsch“
- marefswpe: Optativbasis mare „möge …“ + Pronominalsuffix f „er“ (d. i. der Wunsch) + Infinitiv swpe „werden, entstehen, sein, existieren“ u. Ä.
- pekouws marefswpe: dein Wunsch möge sein (i. S. von geschehen)
- n Te: Präposition n „in“ + Substantiv Te „die Art (und Weise)“ (= bestimmter fem. Artikel t „die“ + Substantiv xe "Art (und Weise); t + x > T (Theta; siehe Koptisches Alphabet))
- etfxn tpe: Relativform des Präsens I. Relativkonverter et „welche/r/s“ + Pronominalsuffix f „er“ + Adverbiale xn „in“ + tpe „der Himmel“ (= bestimmter fem. Artikel t „die“ + Nomen pe „Himmel“)
- n Te etfxn tpe: in der Art/so wie er im Himmel (ist)
- nfswpe: Konjunktivbasis n „und … möge“ + Pronominalsuffix 3. P. Sg. m. f „er“ + Infinitiv swpe „sein, werden, entstehen, existieren“. Achtung: Der Konjunktiv ist eine Verlaufsform, die inhaltlich die letztgenannte Verbalform fortsetzt, hier den Optativ marefswpe, daher „und … möge“.
- on: Partikel „so, ebenso, auch“
- xijm pkax: Präposition xijm „auf“ + Substantiv pkax „die Erde“ (= bestimmter mask. Artikel p „der“ + Substantiv kax „(Erd-)Boden, Erde“)
- nfswpe on xijm pkax: (und) so möge er sein auf Erden
- penoeik: Possessivpräfix 1. P. Pl. m. pen „unser“ + Substantiv oeik „Brot“
- et nhu: Relativpronomen et „welche/r/s“ + Qualitativ nhu (Infinitiv: ei „kommen“) ~ „kommend“
- penoeik et nhu: unser kommend Brot
- ng+ mmof: Konjunktivbasis n + Pronominalsuffix g (~ k) „du“ + Infinitiv + „geben“ + St. pron. des direkten Objektmarkers (m) mmo= + Pronominalsuffix 3. P. Sg. m. f „er/es“. Konjunktiv setzt Optativ fort, daher: „gib es“ (bittend/flehend)
- nan mpoou: na= „zu“ (St. pron. der Präposition n) + Pronominalsuffix n „uns“ + mpoou „heute“ (wörtl.: m-p-(x)oou „an/in-diesem-Tag“; idiomatisch für „heute“)
- ng+ mmof nan mpoou: gib (es) uns heute
- … usw.